# Климковка (Кировская область)
Кли́мковка — посёлок в Белохолуницком районе Кировской области. Административный центр Климковского сельского поселения.

## География
Посёлок находится на берегу реки Климковка, близ её впадения в реку Белая Холуница, на расстоянии 23 км к северо-востоку от города Белая Холуница, административного центра района. Рядом с посёлком проходит автодорога Р243 Киров — Пермь.

### Часовой пояс
Посёлок Климковка, как и вся Кировская область, находится в часовой зоне МСК (московское время). Смещение применяемого времени относительно UTC составляет +3:00.

## Население
| 2010 |
| ---- |
| 1231 |

## Улицы
| - ул. Беляева, - ул. Большевиков, - ул. Вавилова, - ул. Канавная, - ул. Карла Маркса, - ул. Коммуны, | - ул. Комсомольская, - ул. Кооперации, - ул. Красноармейская, - ул. Ленина, - ул. Луговая, - ул. Набережная, | - ул. Новая, - ул. Октябрьская, - ул. Павлова, - ул. Первомайская, - ул. Розы Люксембург, - ул. Свободы. |

## Экономика
Градообразующее учреждение — Климковский психоневрологический интернат.

## Достопримечательности
- Памятник землякам-участникам Великой Отечественной войны
- Памятник Героям Гражданской войны
- Часовня над могилой мучеников «Пламенных младенцев»

## Галерея

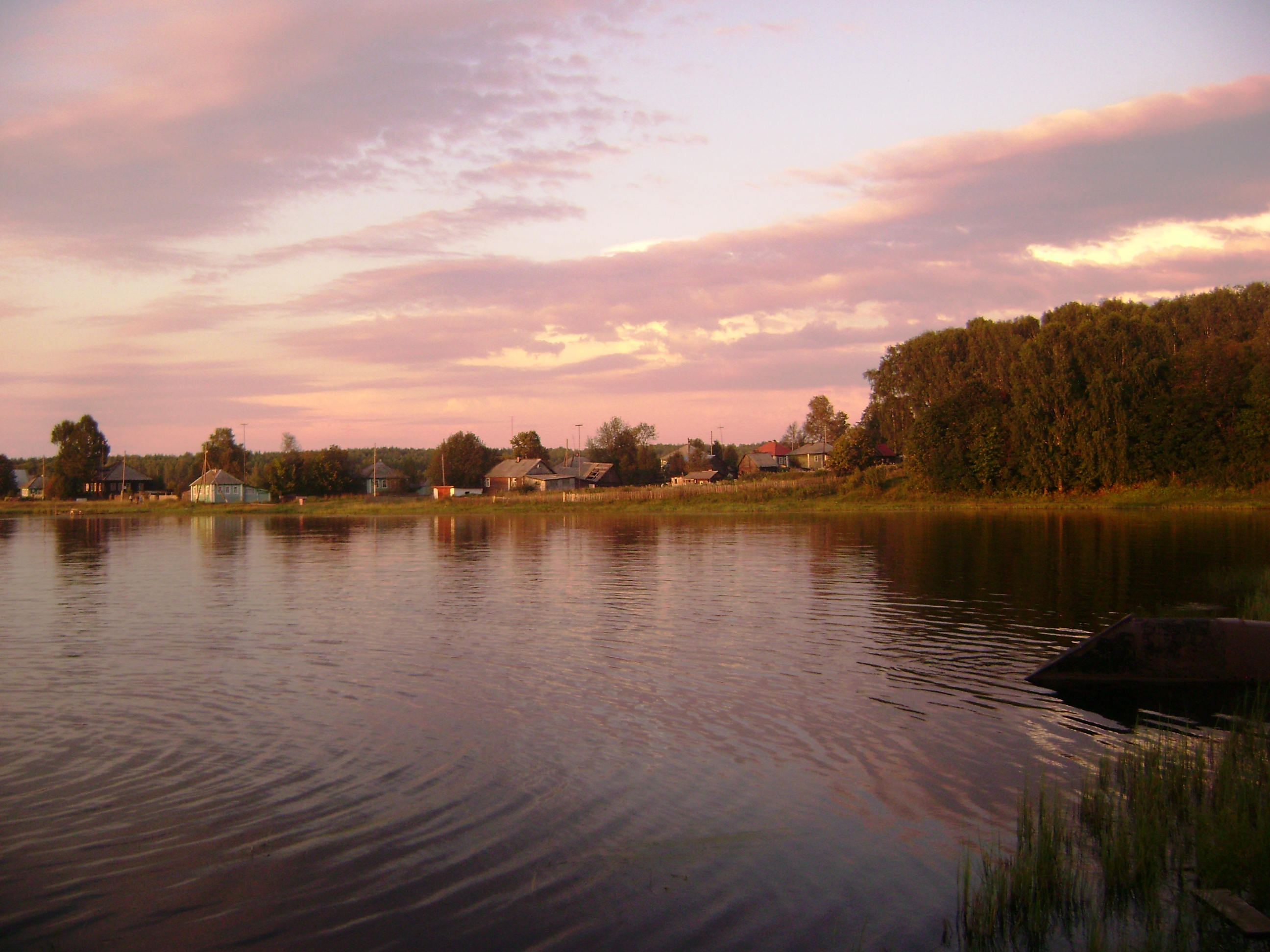
Климковский пруд (площадь ~ 92 га)
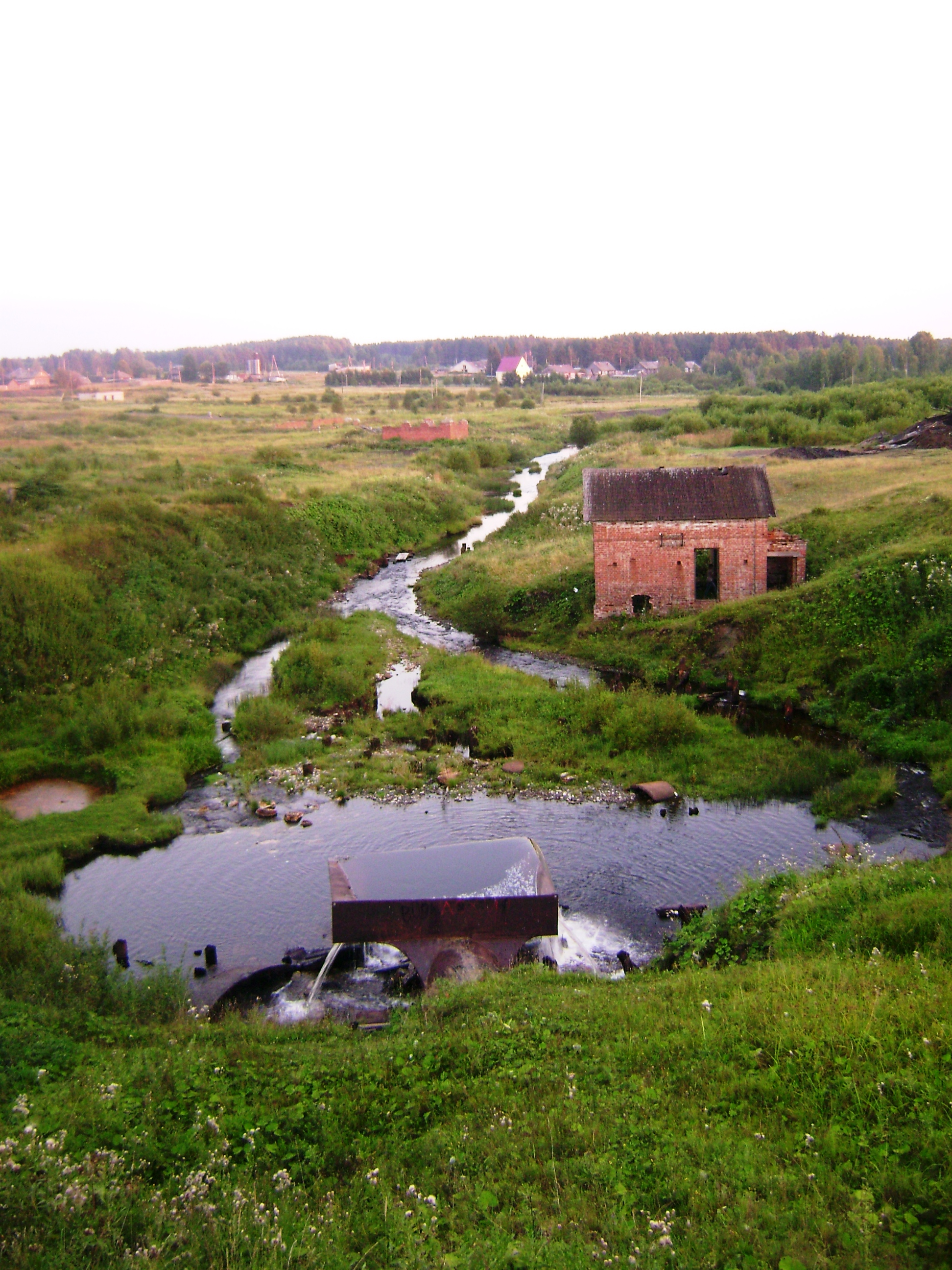
Река Климковка, вытекающая с дамбы пруда
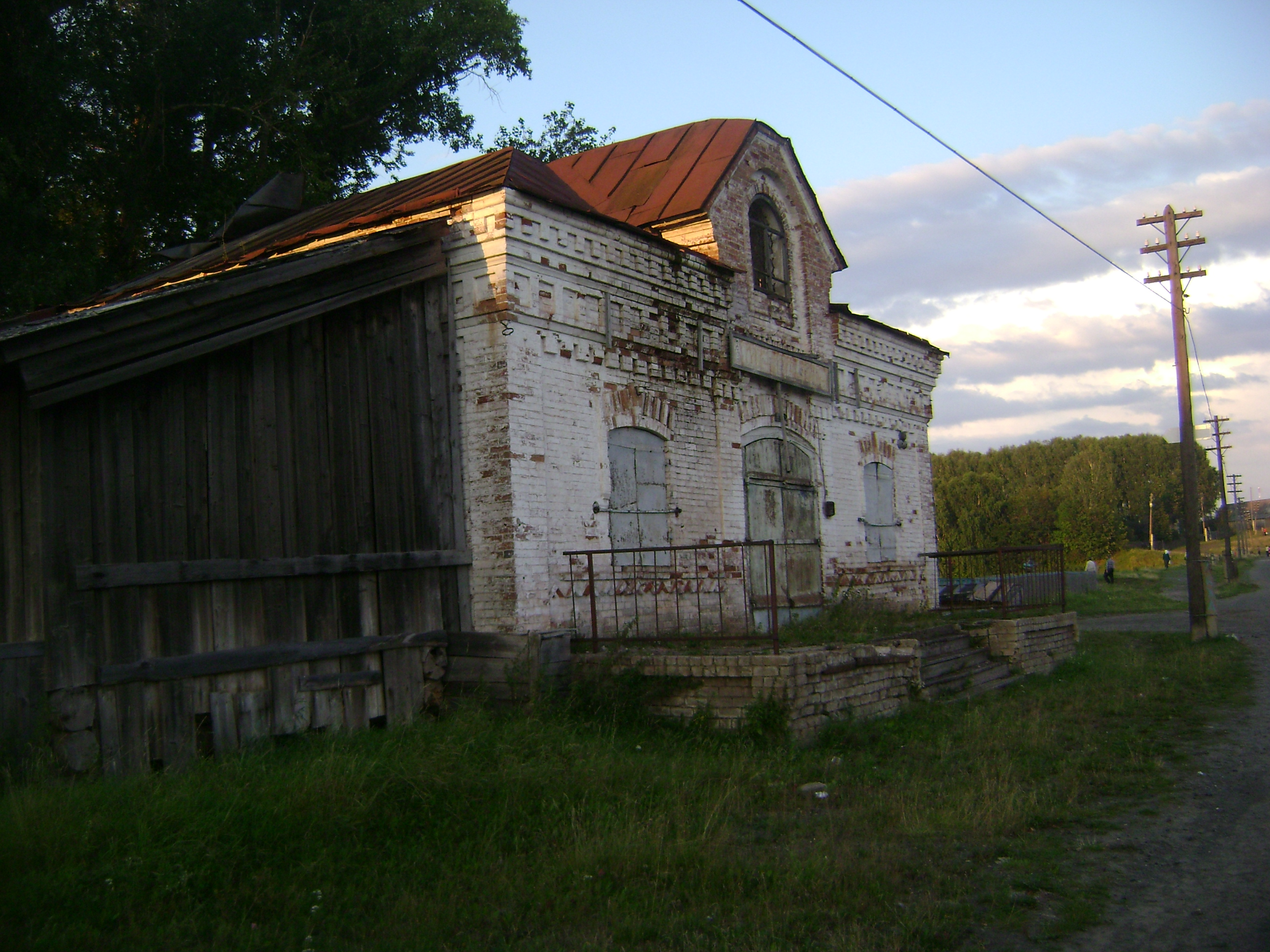
Здание бывшей заводской лавки (кон. XIX века)
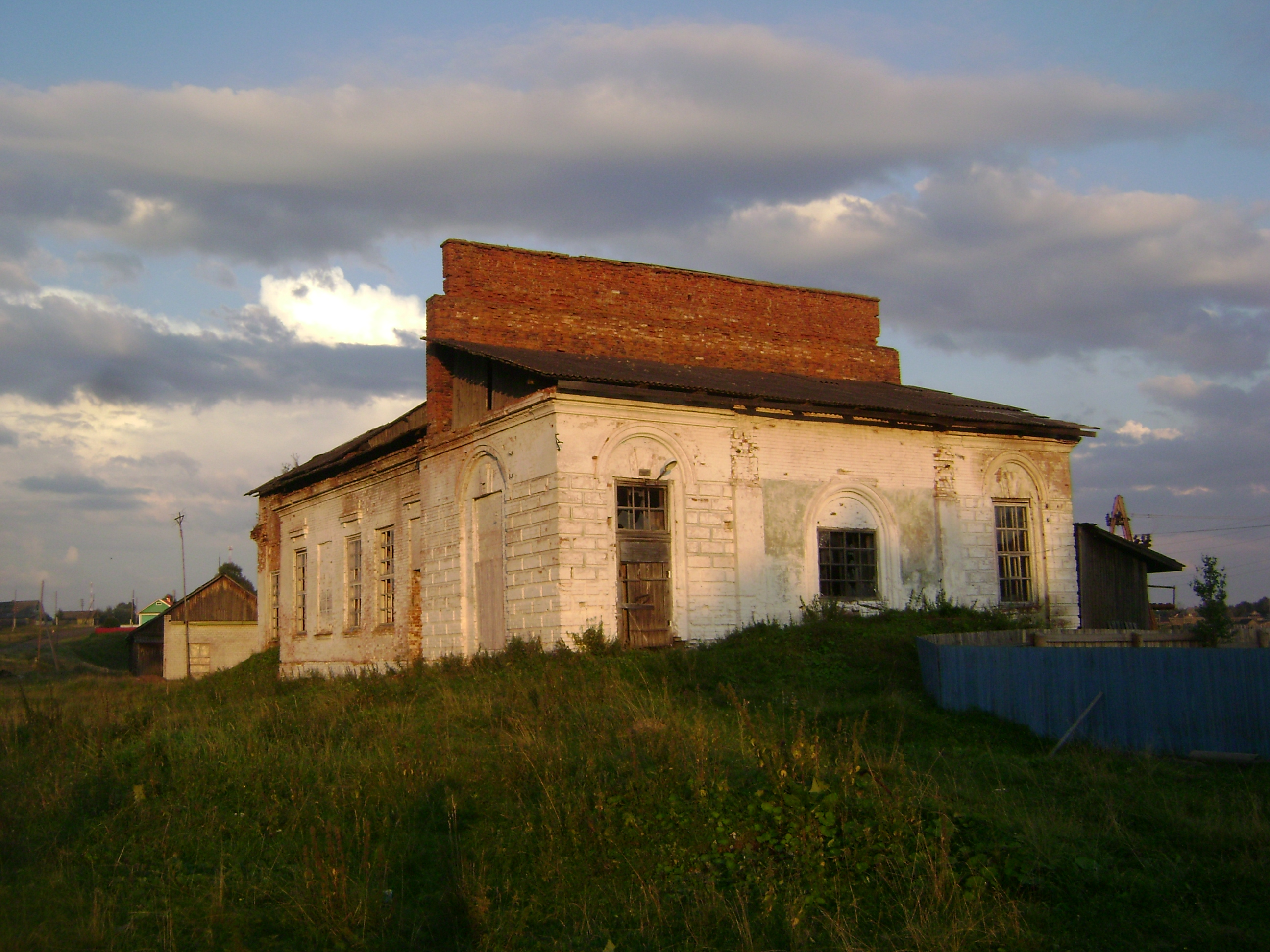
Руины церкви Спаса Нерукотворного (1833-1835)
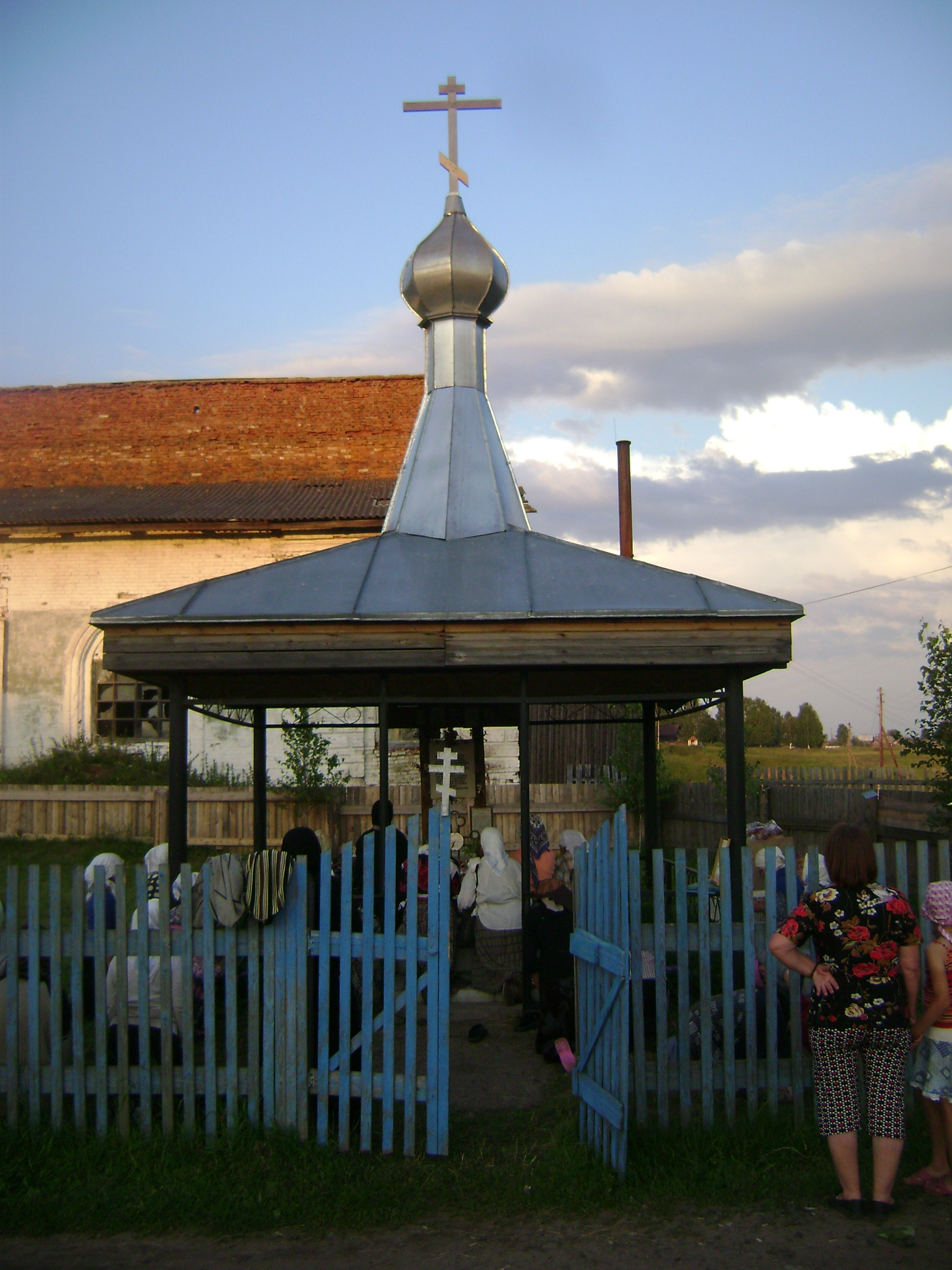
Часовня над могилой мучеников «Пламенных младенцев»
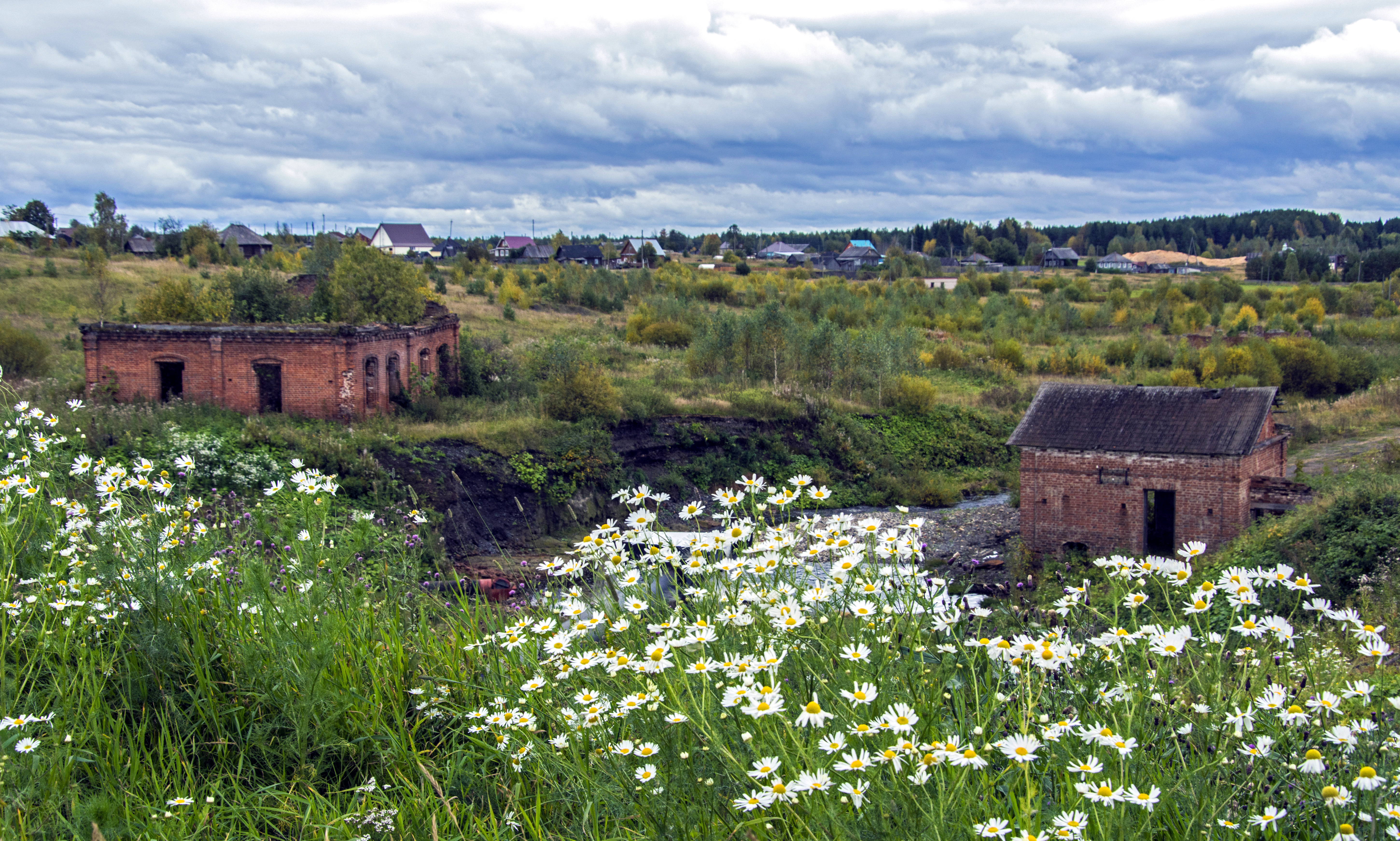
Развалины Климковского чугуноплавильного завода
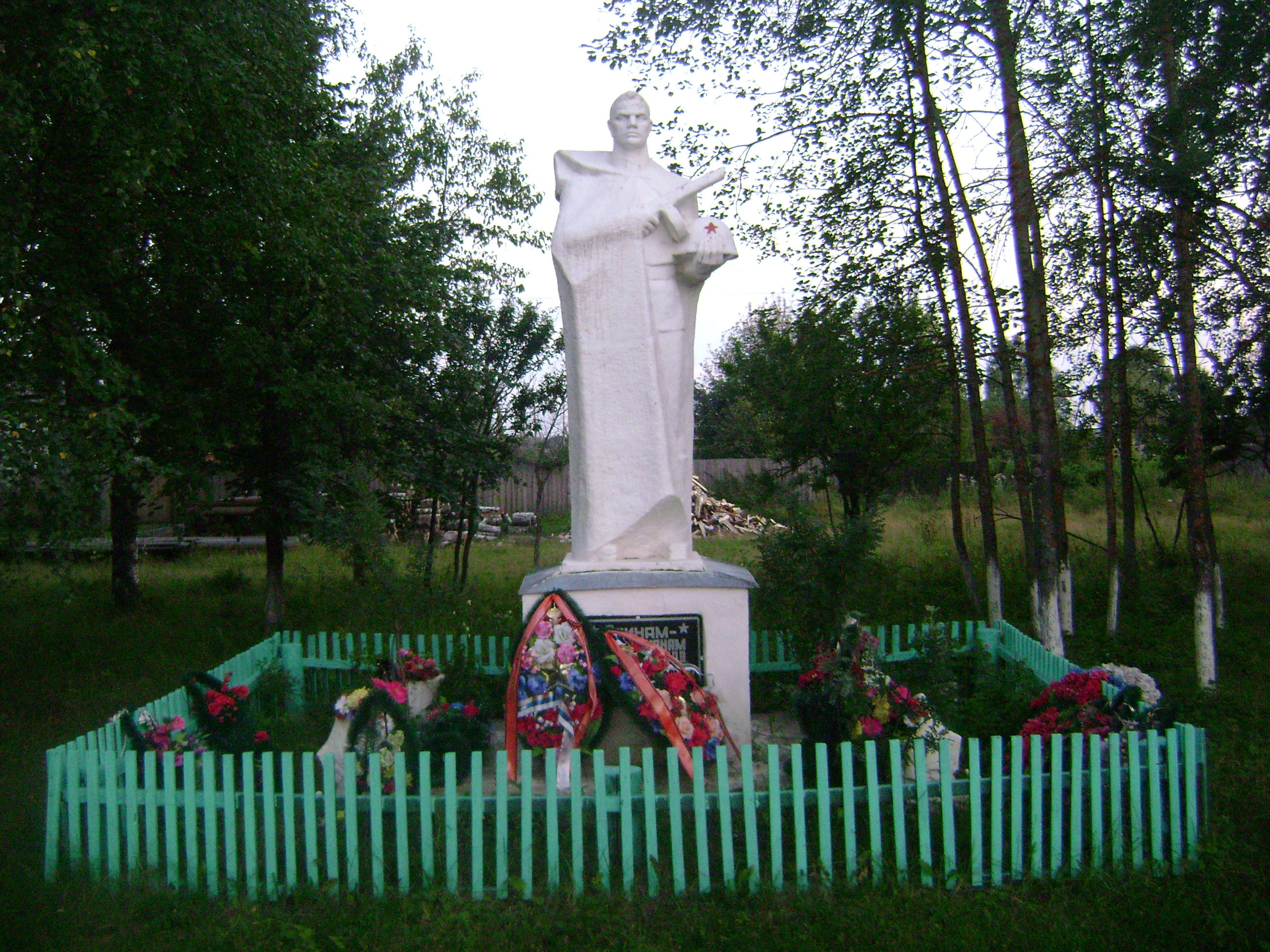
Памятник землякам-участникам Великой Отечественной войны